# エファ手形
エファ手形（エファてがた、ドイツ語: Öffa-Wechsel）とは、ヴァイマル共和国末期にドイツ政府によって発行された割引手形。公共事業計画や雇用創出に必要な財源調達のために発行した。メフォ手形は、このエファ手形から着眼したとされている。

## 概要
1932年5月、第2次ブリューニング内閣はライヒスバンク総裁のハンス・ルターとの協議を経て、エファ手形の発行に合意した。エファ（Öffa）は1930年8月1日に創立された「ドイツ公共事業会社（Deutsche Gesellschaft für öffentliche Arbeiten AG）」の略称であり、公開有限会社の形態を備えていたが、実際には十分な資本がないペーパーカンパニーであった。公共事業の契約を結んだ会社はエファから交換手形を引き出し、ライヒスバンクは再びこの手形を割引した。市中に流通したエファ手形は総計12億6千万ライヒスマルクに達し、満期も最大5年以内に定められた。手形の償還は発行時期に応じて会計年度の後半に支払うこととされた。
通貨供給の拡大に当たるこのような信用創造は、公共負債が政府予算に反映されないまま、これを隠匿できるようにした。世界恐慌の悪化に伴い予算の均衡が重視されていた状況下、政府予算の赤字はマルク貨の切り下げと国際金融市場での不利な環境を招く危険性があった。インフレを警戒していたライヒスバンクのルター総裁は、手形の発行量を増やすことに消極的であり、パーペン内閣も1932年6月14日の緊急令により1億3500万ライヒスマルク相当のエファ手形を割引したが、それ以上の使用は避けた。しかし、シュライヒャー内閣は手形システムをもっと積極的に活用することを決定し、エファ手形はライヒスバンク以外の他の金融機関（大半は公共）でも発行できるようになった。一例として、ドイツ交通信用銀行（Deutsche Verkehrskreditbank）は10億ライヒスマルク相当の手形を独自に発行した。
1933年1月30日に執権したアドルフ・ヒトラーは手形発行量の拡大を望んだ。これに反対したルターは同年3月に更迭され、ヒャルマル・シャハトが後任のライヒスバンク総裁に任命された。シャハトはエファ手形と類似したメフォ手形の発行を開始した。